# Mankells Wallander: Das Gespenst
Das Gespenst (schwedisch: Vålnaden) ist ein schwedisch-deutscher Fernsehfilm aus dem Jahr 2010.
Es handelt sich um die zehnte Folge der zweiten Staffel, also die insgesamt dreiundzwanzigste Folge der schwedischen Kriminalserie Mankells Wallander mit Krister Henriksson in der Hauptrolle. Die Erstausstrahlung in Schweden fand am 24. März 2010 auf TV4 statt; die deutschsprachige Erstausstrahlung erfolgte am 24. April 2011 auf Das Erste.

## Handlung
Wallander wird zu einem Strandhaus gerufen, das durch eine Gasexplosion abgebrannt ist. Im Haus findet sich eine männliche verbrannte Leiche. Die Tür des Hauses ist von außen verschlossen. Als Pontus und Isabell den Strand absuchen, finden sie eine noch lebende Frau mit Verbrennungen. Nachdem die Frau ins Krankenhaus gebracht wurde, findet Isabell in der Nähe ein Auto mit aufgebrochenem Handschuhfach, das auf einen Peter Adler zugelassen ist. Im Auto findet Isabell ein kleines Tütchen möglicherweise mit Kokain. Inzwischen stirbt die Frau im Krankenhaus. Peter Adler identifiziert sie als seine Frau Nina.
Pontus und Isabell sprechen mit Eva, die die Explosion gehört und die Polizei gerufen hat. Sie kann keine näheren Angaben machen. Ihr Sohn ist Autist.
Als Martinsson Peter Adler fragt, wer der Mann war, mit dem Nina in dem Haus war, schlägt Peter Adler auf ihn ein. Als Wallander ihn nach Hause fährt, deutet er an, dass das Haus einer Stiftung gehört. Er gibt an, zur fraglichen Zeit alleine zuhause geschlafen zu haben.
Svartman befragt Vibeke von der Stiftung, die das Strandhaus vermietet; der Erlös geht an ihre Hilfsorganisation. Die Stiftung kümmert sich Menschen, die eine zweite Chance im Leben brauchen wie Abhängige und Obdachlose. Für die Nacht der Explosion hat Vibeke keine Buchungen vermerkt. Es gibt zwei Schlüssel für das Haus; der eine befindet sich unter der Fußmatte, der andere befindet sich im Büro der Stiftung.
Pontus und Isabell entdecken Evas Sohn, der am Straßenrand sitzt und raucht. Als Pontus ihn anspricht, stellt er fest, dass Evas Sohn Autokennzeichen und Uhrzeiten notiert.
Martinsson überprüft Peter Adlers Geschäfte. Peter Adler besitzt gemeinsam mit einem Martin Rittner mehrere Firmen, darunter eine Firma zur Vermietung und Verkauf von Luxusbooten, die sich am Hafen befindet. Zudem war er in den letzten fünf, sechs Jahren wegen diverser Vergehen mehrfach vor Gericht wie zum Beispiel Briefkastenfirmen und falsche Buchführung, doch kam es nie zu einer Verurteilung. Als Wallander mit Martin Rittner reden will, trifft er nur dessen Lebensgefährtin Kim an, die angibt, dass ihr Mann verreist ist und morgen wiederkommt. Als er und Martinsson wegfahren, sieht Wallander in einer Gruppe von Jugendlichen Hanna. Katarina ist erstaunt, dass ihre Tochter gerade so schnell erwachsen wird.
In der Nacht treffen sich Peter Adler und Kim zu einem Stelldichein. Als Pontus und Isabell in der Nacht den Tatort überwachen, entdecken sie am Haus eine unbekannte Person, die jedoch flüchten kann.
Das einzig Ungewöhnliche, das Nyberg am Tatort festgestellt hat, sind frische Fußabdrücke, Größe 46/47, von einer etwa 90 Kilogramm schweren Person. Svartman findet heraus, dass Nina Adler ihre Benzinkarte um 23:30 Uhr mit 88 Kronen für sieben Liter Benzin belastet hat, obwohl sie Diesel fährt. Die Gesamtumstände wie die Gesamtzahl der Schlüssel lassen Wallander vermuten, dass irgendetwas nicht stimmt. Svartman findet heraus, dass die Adlers eine Partnerkarte fürs Benzin hatten und Peter Adler das Benzin gekauft hat.
Vorher will Wallander mit Martin Rittner reden, doch ist dieser noch nicht nach Hause zurückgekehrt. Kim bestreitet vehement, Nina Adler hätte außereheliche Beziehungen gehabt. Da bekommt Wallander von Gerichtsmedizinerin Karin einen Anruf, dass es sich um den verbrannten Toten im Strandhaus um Martin Rittner handelt. Kim reagiert erschüttert; sie wusste zwar, dass ihr Mann eine andere Frau kennengelernt hatte, aber nicht, dass es sich um Nina handelte.
In der Zwischenzeit wird Peter Adler verhaftet. Sowohl er als auch Kim hätten ein Motiv: Rittner hatte zugunsten Kim eine Lebensversicherung in Höhe von 20 Millionen abgeschlossen, die in drei Wochen nach Rittners 45. Geburtstag nur noch die Hälfte wert gewesen wäre; Nina Adler hat ihrem Mann ein Vermögen von 34 Millionen hinterlassen.
Beide werden parallel verhört und geben an, sie hätten in der Nacht in einem Benzinkanister Benzin für die Vespa von Kims Tochter Erika geholt, die außerdem in jener Nacht auf einer Party war. Zudem stellt sich heraus, dass eine Kamera im Hause Rittner Aufnahmen gemacht hat, weil Martin Rittner eine Alarmanlage installiert hat, die eingeschaltet wird, wenn Erika das Haus verlässt. Nyberg findet heraus, dass die Fußabdrücke am Strandhaus nicht von Peter Adler stammen.
Hanna trifft sich mit Erika, weil, wie Hanna meint, Erika jetzt, wo ihr Stiefvater tot ist, all ihre Freunde braucht.
In der Zwischenzeit findet Isabell eine Tasche am Strand, in der sich das Portemonnaie von einem der Opfer befindet und von der sie meint, dass sie einem Obdachlosen gehört. Nyberg schlägt ihr vor, mal in der Stiftung nachzufragen. Vibeke sagt, sie hätte nichts von der Tasche gehört. Stattdessen gibt sie zu, dass sie letzte Nacht die unbekannte Person am Strandhaus war.
Martinsson beobachtet Peter Adler, wie dieser sich am Hafen mit einem Mann trifft. Es ist Vibekes Bruder Oscar, dem laut Vibeke die Tasche gehört, der nach ein paar Monaten wieder bei ihr aufgetaucht sei und ihr erzählt hätte, dass er zur Tatzeit in der Nähe des Strandhauses war und dort seine Tasche verloren hat; er hätte im Strandhaus übernachten wollen. Dann hätte er nur noch den Knall der Explosion gehört. Zu der Zeit wäre er betrunken gewesen. Peter Adler sagt aus, dass Oscar ihm ab und zu mit dem Schiffsmotor hilft. Katarina Ahlsell sagt, das Oscar in Adlers und Rittners Geschäftsakten auftaucht und von beiden wahrscheinlich als Strohmann benutzt wurde.
Pontus und Isabell beginnen, die Autokennzeichen aus dem Notizblock von Evas Sohn zu überprüfen.
In der Zwischenzeit wird Oscar von einem unbekannten Autofahrer überfallen und umgebracht. Als Peter Adler erneut vorgeladen wird, behauptet er, mindestens vier Leute könnten bezeugen, dass er zur Tatzeit am Hafen war. Laut Gerichtsmedizin erlitt Oscar eine Schädelfraktur und Beinbrüche an drei verschiedenen Stellen. Pontus und Isabell finden das Kennzeichen eines Leihwagens eines gewissen Bruce Heyden heraus, der dreimal am Tatort vorbeigefahren ist. Nyberg entdeckt auf den Videoaufzeichnungen eine unbekannte Person.
Hanna feiert in der Nacht auf dem Boot von Erika eine Party mit.
Da taucht in der Nacht ein Mann namens Lars bei Peter Adler auf und wirft ihm vor, ihm das Leben versaut zu haben. Lars hat Nina Adler und Martin Rittner umgebracht. Nun fesselt Lars Peter Adler und überschüttet ihn mit Benzin. Wenig später ertränkt er ihn im Pool. Als Nächstes überfällt Lars Kim, behauptet, er hätte sie geliebt, und fesselt sie. Kim wirft Lars vor, nie ein richtiger Vater für Erika gewesen zu sein. Als Wallander bei Kim vorbeischaut, wird er von Lars überwältigt. Als Nächstes sucht Lars Erika auf dem Boot auf und stellt sich als ihr Vater vor. Erika wehrt sich gegen ihn, als sie ihre Mutter nicht anrufen darf.
Katarina Ahlsell findet heraus, dass Lars Kristensen von Peter Adler und Martin Rittner zum Strohmann für ihre Geschäfte gemacht wurde. Als alles aufflog, wollte er auspacken, jedoch flogen eine Woche vor Prozessbeginn sein Auto und sein Fitnessstudio in die Luft.
Pontus und Isabell erfahren, dass Bruce Heyden ein Schwarzer war, der beim Tsunami im Jahr 2004 ums Leben kam.
Martinsson versucht vergeblich, den gefesselten Wallander telefonisch zu erreichen, und sucht Kims Villa auf. Als Martinsson und Wallander den Hafen erreichen, ist das Boot bereits weg. Sie lassen sich von der Seerettung auf See hinausfahren, um Lars Kristensen zu verfolgen.
Als die ohnmächtige Hanna aufwacht, wirft Lars ihr Handy ins Meer. Als Lars auf hoher See das Benzin ausgeht, können Martinsson und Wallander ihn einholen. Beide Männer werden von Lars beschossen. Lars wirft Hanna ins Wasser und rudert mit Erika in einem Schlauchboot zum Strand. Wallander rettet Hanna und schwimmt vom Boot aus an den Strand. Lars wird von Pontus und Isabell gestoppt, schießt auf Isabell, trifft aber ihre schusssichere Weste, woraufhin Pontus auf ihn schießt. Lars erliegt seinen Verletzungen.

## Kritiken
„Stimmungsvoller (Fernseh-)Krimi, dessen Tatmotiv sich aus Eifersucht, Habgier und Intrigen zusammensetzt. - Ab 14.“